# Волчья яма (телесериал)
«Волчья яма» (англ. Wolf Creek) — австралийский драматический хоррор-сериал с элементами психологического триллера и слэшера, созданный Грегом Маклином. Сериал основан на одноимённом фильме 2005 года и является его спин-оффом. Актёр Джон Джаррэтт, сыгравший роль маньяка Мика Тейлора в первых двух фильмах, вернулся к роли Тейлора. Премьера сериала состоялась 12 мая 2016 года на стриминговом сервисе Stan.
В центре первого сезона, который состоит из 6 эпизодов, находится молодая девушка Ева, которая вступает в конфронтацию с серийным убийцей Миком Тейлором. После их столкновения Ева выживает и решает жестоко отомстить маньяку. В феврале 2017 года сериал был продлён на 2 сезон из 6 эпизодов, премьера которого состоялась 15 декабря 2017 года. В центре сюжета второго сезона — автобус, наполненный туристами, который становится новой мишенью Мика Тейлора.
После выхода финала второго сезона сериал был официально закрыт.

## Сюжет
Сюжет сериала вращается вокруг серийного маньяка Мика Тейлора и совершённых им преступлений. В первом сезоне Тейлор сталкивается с достойным противником — девушкой Евой, которая уже ранее сталкивалась с Миком и чудом пережила встречу с ним. Теперь девушка хочет только одного — мести. Во втором сезоне на мушке у Тейлора оказывается огромный туристический автобус, наполненный ничего не подозревающими туристами.

## В ролях

### Главные
- Джон Джаррэтт — Мик Тейлор
- Люси Фрай — Ева Торогуд
- Дастин Клэр — Салливан Хилл
- Тесс Хобрич — Ребекка Майклс
- Мэтт Дэй — Брайан

### Второстепенные
- Дебора Мэйлман — Бернадетт О'Делл
- Майя Стэндж — Ингрид Торогуд
- Дэмиан Де Монтема — Дарвин
- Миранда Тапселл — Фатима Джонсон
- Роберт Тейлор — Роланд Торогуд
- Мэтт Леветт — Кевин Смолл
- Флетчер Хамфрис — Бен «Иисус» Митчелл
- Ричард Коуторн — Кейн Юркевиц
- Рэйчел Хаус — Рут Нгата
- Фелисити Прайс — Нина Уэббер
- Джулиан Пулвермахер — Оскар Уэббер
- Джейсон Чонг — Стив Чэм
- Адам Фиорентино — Джонни Росси
- Чарли Клаузен — Дэнни Майклс
- Кристофер Кирби — Брюс Уокер
- Лаура Уилрайт — Келли Йомен
- Джозефин Лэнгфорд — Эмма Уэббер
- Элайджа Уильямс — Уэйд Чети
- Крис Хейвуд — Том

## Сезоны
| Сезон | Серии | Серии | Даты показа     | Даты показа     |
| Сезон | Серии | Серии | Первая серия    | Последняя серия |
| ----- | ----- | ----- | --------------- | --------------- |
| 1     | 6     | 6     | 12 мая 2016     | 12 мая 2016     |
| 2     | 6     | 6     | 15 декабря 2017 | 15 декабря 2017 |

## Эпизоды

### Сезон 1(2016)
| № общий | № в сезоне | Название                    | Режиссёр    | Автор сценария   | Дата премьеры |
| --- | ---------- | --------------------------- | ----------- | ---------------- | ------------- |
| 1 | 1          | «Биллабонг» «Billabong»     | Тони Тилс   | Питер Гоулер     | 12 мая 2016   |
| Американская девушка Ева чудом спасается от серийного убийцы Тейлора из глубинки, когда он убивает её семью в их кемпинге на реке Биллабонг в Северной территории Австралии. Застреленную и оставленную умирать, её находят два орнитолога и доставляют в больницу в Дарвине. Детектив полиции Салливан Хилл расследует её дело, поскольку исчезновение её семьи напоминает ряд других дел о пропавших без вести людях за многие годы. Однако, вместо того, чтобы вернуться в Соединённые Штаты, Ева крадёт дело Хилла, покупает фургон и отправляется в глубинку, чтобы отомстить Тейлору за свою семью. |            |                             |             |                  |               |
| 2 | 2          | «Кутюкутью» «Kutyukutyu»    | Тони Тилс   | Фелисити Паккард | 12 мая 2016   |
| В Кутюкутью, Западная Австралия, Ева попадает в неприятности с местной полицией, когда врезается в их машину, и они находят в фургоне пакет с марихуаной, оставленный предыдущими владельцами. Ей удаётся сбежать из камеры временного заключения, после чего она находит Хилла, который приехал в город в поисках её. Сбежав от полиции, они приезжают в мотель Хилла. Затем Ева направляется в дом своего бывшего сокамерника, байкера по имени Кейн, чтобы забрать деньги и пистолет, которые он украл во время вооружённого ограбления. В это же время Тейлор узнаёт, что его искала американская девушка. |            |                             |             |                  |               |
| 3 | 3          | «Солёное озеро» «Salt Lake» | Тони Тилс   | Питер Гоулер     | 12 мая 2016   |
| В Солт-Лейк-Сити, Южная Австралия, на Еву нападает мужчина Кевин Смолл, который ранее уже совершил нападение на неё в Западной Австралии. Она стреляет ему в ногу и оставляет его на дороге, где его подбирает Тейлор, который затем калечит и убивает его. В придорожном кафе «Madonna Roadhouse» Хилл, Тейлор и байкеры в разное время ищут Еву. Застряв на дороге со сломанным колесом, Ева помогает заключённому, сбежавшему из разбившегося тюремного фургона. Кейн находит её и говорит, что хочет, чтобы она родила ему детей. Однако Ева стреляет в него и убивает, когда он приближается к ней. Ева едет в город Опалвиль, куда, как она слышит, направляется Тейлор. При этом, сам Тейлор уже ждёт Еву. |            |                             |             |                  |               |
| 4 | 4          | «Опалвиль» «Opalville»      | Тони Тилс   | Фелисити Паккард | 12 мая 2016   |
| Ева приезжает в шахтёрский городок Опалвиль, но Тейлора там нет, хотя он убил двух туристов, которые ехали в точно таком же фургоне, как у неё. Выдавая себя за журналистку, Ева расследует дело пропавшей в городе девушки Холли Уэллс. Разговаривая с родителями Холли, она узнаёт, что девушку убил её собственный отец, и когда Ева пытается сбежать от него, её кусает одна из его ядовитых змей. Её спасает мужчина-абориген, который учит её пользоваться метательным копьём вумера. Тем временем Хилл выслеживает Еву в Опалвиле, но она сбегает и направляется в город Рим, где, по её мнению, скоро должен появиться Тейлор. |            |                             |             |                  |               |
| 5 | 5          | «Рим» «Rome»                | Тони Тилс   | Питер Гоулер     | 12 мая 2016   |
| Ева устраивается на работу официанткой в городе Рим и ждёт приезда Тейлора. Хилл снова находит её и они решают работать вместе, чтобы убить Тейлора, так как они согласны в том, что он выйдет сухим из воды, если его арестуют. Когда Ева идёт поговорить с Беном, он же «Иисус», одной из сбежавших жертв Тейлора, Тейлор появляется в Риме, наносит Хиллу удар ножом и похищает его. Ева устраивает засаду на Тейлора на кладбище, но на неё нападают байкеры из Кутюкутью, жаждущие отомстить за смерть Кейна. Когда её вот-вот убьют, её спасает Джонни — заключённый, которому она помогла ранее. Они целуются, но Ева прогоняет его. Проснувшись, она обнаруживает, что её оружие пропало, а Тейлор обезглавил Джонни. |            |                             |             |                  |               |
| 6 | 6          | «Волчья яма» «Wolf Creek»   | Грег Маклин | Фелисити Паккард | 12 мая 2016   |
| Ева убеждает Бена рассказать ей о местонахождении метеоритного кратера в национальном парке Вулф-Крик, недалеко от того места, где его похитил Тейлор. В кратере она находит голову Джонни и альбом с газетными вырезками о трудном детстве Тейлора, в том числе о жестоком обращении к нему со стороны его отца и исчезновении его сестры (которую Тейлор убил случайно). В городке Волчья яма Ева добирается до дома Тейлора, где находит Хилла связанным в сарае. Тейлор нападает на них, но Хилл обрушивает на них крышу, убивая при этом и себя. Тяжело раненая, Ева противостоит Тейлору в доме, где ей удаётся пронзить его кочергой, предположительно убив. Она сжигает дом маньяка и кладёт тело Хилла под дерево, а позже обнаруживает, что тело Тейлора исчезло. После этого её подбирает Рут — дальнобойщица, и её собака, и они направляются в Перт. В сцене после титров неизвестный синий грузовик мчится по дороге. |            |                             |             |                  |               |

### Сезон 2(2017)
| № общий | № в сезоне | Название                | Режиссёр         | Автор сценария           | Дата премьеры   |
| --- | ---------- | ----------------------- | ---------------- | ------------------------ | --------------- |
| 7 | 1          | «Путешествие» «Journey» | Грег Маклин      | Ник Парсонс              | 15 декабря 2017 |
| Группа туристов отправляется из Аделаиды в приключенческий тур по глубинке: немецкая пара Оскар и Нина с дочерью Эммой, супружеская пара американцев Ребекка и Дэнни, австралийская пара геев Джонни и Стив, лучшие подруги-канадцы Келли и Мишель, ветеран войны в Ираке Брюс, английский психиатр Брайан, австралиец из Южной Австралии Уэйд и новозеландец-любитель автобусов Ричи. На стоянке для грузовиков их водитель Даво встречает Мика Тейлора, который обижается на Даво и убивает его в туалете. Когда туристическая группа просыпается, они обнаруживают, что Мик ведёт автобус, утверждая, что он их новый водитель. |            |                         |                  |                          |                 |
| 8 | 2          | «Глубинка» «Outback»    | Грег Маклин      | Шанти Гаджон             | 15 декабря 2017 |
| После долгой прогулки по кустарникам Мик угощает туристов дождевой водой, в которую он подмешал снотворное. Группа теряет сознание и приходит в себя через день в автобусе посреди пустыни. Мика нигде не видно, а Ричи, аккумулятор и спутниковый телефон пропали. Мик отрезает Ричи язык и закапывает его заживо в термитнике. Дэнни и Джонни отправляются на поиски помощи и сталкиваются с Миком. Остальные члены группы в ужасе обнаруживают тело Даво в холодильнике в трейлере и понимают, что это мог сделать Мик. Пока несколько человек из группы исследуют неизвестные звуки снаружи, Мик стреляет из винтовки по бензобакам автобуса, из-за чего машина взрывается. Эмма и Уэйд погибают, Мишель получает ожоги, а отлетевшие осколки убивают Брюса. |            |                         |                  |                          |                 |
| 9 | 3          | «Преследование» «Chase» | Киран Дарси-Смит | Ник Парсонс              | 15 декабря 2017 |
| Выжившие покидают место крушения автобуса, унося с собой Мишель. Ребекка и Брайан возвращаются за таблетками Оскара. Тем временем Мик возвращается. Ребекка отвлекает его разожжённым костром, затем они с Брайаном выводят из строя грузовик Мика и забирают его дробовик и воду. Группа укрывается от шторма под навесом. Стив и Келли убегают, увидев машину, убеждённые в том, что Мик не мог так быстро починить свой грузовик. Брайан душит Мишель, считая, что она только замедляет их и всё равно рано или поздно умрёт от ожогов. |            |                         |                  |                          |                 |
| 10 | 4          | «Пение» «Singing»       | Киран Дарси-Смит | Марк Дапин, Грег Хэддрик | 15 декабря 2017 |
| Ребекка, Брайан, Оскар и Нина направляются к хребту, накрыв труп Мишель брезентом. Стива находят два следопыта-аборигена — Патрик и Дино, которые знают о Мике, которого они называют «духом». Они убегают, когда Мик предупреждает и стреляет в них, но позже он догоняет их, стреляет в Патрика и ранит Дино, а затем похищает Стива. Келли находит брошенную Дино винтовку, но Мик обманывает её, ранит Стива вилкой и берёт её в заложницы. Дино находит дядя Моисей, который исцеляет его, а затем проводит ритуал с пением, который выводит Мика из строя, хотя ему удаётся ожить и убить их. Нину кусает змея, что ещё больше замедляет группу. Чуть позже вдалеке они замечают огни из шахты. |            |                         |                  |                          |                 |
| 11 | 5          | «Убежище» «Shelter»     | Джофф Беннетт    | Шанти Гаджон             | 15 декабря 2017 |
| Келли приходит в себя в логове Мика, где он говорит, что убьёт её, если она не скажет ему местоположение её друзей. Ребекка, Брайан, Оскар и Нина приезжают на шахту, где встречают мальчика Дэнни и его родителей. Отец Дэнни, Спенс, рассказывает Оскару, что шахта закрылась после того, как трое рабочих погибли в результате инцидента, который он связывает с инфразвуковыми волнами из кратера Вулф-Крик. Приходит Мик, выпивает со Спенсом, убивает его и его семью и обыскивает шахту. Ребекка и Оскар пытаются завести грузовики Мика и Спенса, чтобы добраться до логова Мика и найти немного топлива и, возможно, выживших. Заперев Мика в сарае, они успевают перелить немного бензина и сбежать. Ребекка и Брайан с облегчением видят, что за ними едет другой грузовик, не подозревая, что Мик убил Оскара и едет с Ниной, впавшей в кататоническое состояние. |            |                         |                  |                          |                 |
| 12 | 6          | «Возвращение» «Return»  | Джофф Беннетт    | Марк Дапин, Грег Хэддрик | 15 декабря 2017 |
| У Мика лопается шина и он замедляется, пока Ребекка и Брайан добираются до его логова. Брайан ищет бензин, а Ребекка исследует туннели шахты в поисках Дэнни. Приходит Мик и запирает сарай, в котором находится Брайан, но тот выбирается оттуда и готовится сбежать самостоятельно. Ребекка наступает на шип, но ей удаётся убить собаку Мика и найти Дэнни и Келли живыми. Мик натыкается на Брайана, но последнему удаётся уговорить Мика отпустить его, поскольку они оба бессердечны по отношению к другим. Брайан возвращается за ключами от грузовика, убивает Нину, когда она отказывается их отдать, и признаётся, что на самом деле он был заключённым в психиатрической лечебнице, а не психиатром, как он ранее сказал группе. Тем временем Мик передумывает и стреляет в Брайана, тем самым убивая его. Пока Мик преследует Келли, Ребекка поджигает бензин в туннелях, взрывая шахту и себя вместе с ней. Позже Мик догоняет Келли, но решает отпустить её, полагая, что она умрёт, не успев добраться до ближайшего города. Позже, в пабе в глубинке, Мик смотрит новости об исчезновении туристической группы. В сцене после титров Келли падает в обморок в пустыне, но открывает глаза, когда её телефон начинает вибрировать и издавать звуки. |            |                         |                  |                          |                 |

## Производство
В октябре 2016 года Джон Джаррэтт предположил, что «Волчья яма» может быть продлена на 2 сезон, а также в скором времени может выйти третий фильм франшизы. В феврале 2017 года стриминговый сервис Stan официально объявил, что «Волчья яма» была продлена на второй сезон, который должен выйдет в конце 2017 года. Съёмки начались в Южной Австралии в июле 2017 года.
Во втором сезоне, состоящем из шести эпизодов, Джон Джаррэтт вновь сыграл Мика Тейлора вместе с новыми актёрами: Тесс Хобрич, Мэттом Дэем, Беном Оксенболдом, Лаурой Уилрайт, Стивеном Хантером и Крисом Хейвудом. В центре сюжета — встреча Тейлора с автобусом, полным иностранных туристов. Это полная отстранённость от сюжета первого сезона, что сделало сериал своеобразной антологией. Также, Люси Фрай не вернулась к роли Евы во втором сезоне. Премьера второго сезона состоялась 15 декабря 2017 года на Stan.

## Трансляция
Права на трансляцию «Волчьей ямы» на рынках Северной Америки и Латинской Америки были приобретены компанией Lionsgate. Сериал транслировался на телеканале Pop с 14 октября по 18 ноября 2016 года.
В Великобритании «Волчья яма» транслировалась на телеканале Fox в августе 2016 года.

## Реакция

### Критика
Николь Ганн из Decider TV написала: «Сериал прекрасно снят с использованием операторской работы, которая обычно применяется на большом экране», и что «он пугающий и незабываемый».
Дэвид Нокс из TV Tonight поставил сериалу четыре звезды из пяти и написал: «Если и есть что-то, что «Волчья яма» не проверила, то здесь это трудно найти».

### Награды
| Год  | Премия                   | Категория                                 | Номинация    | Результат | Ссылка |
| ---- | ------------------------ | ----------------------------------------- | ------------ | --------- | ------ |
| 2016 | AACTA Awards             | Лучшая операторская работа на телевидении | Джеффри Холл | Победа    | [ 15 ] |
| 2017 | Fangoroa Chainsaw Awards | Лучшая телевизионная актриса              | Люси Фрай    | Номинация | [ 16 ] |